# Stelle principali della costellazione della Lira
Segue un prospetto delle stelle principali della costellazione della Lira, elencate per magnitudine decrescente.